# Bondepartiet
 For alternative betydninger, se Frihedspartiet. (Se også artikler, som begynder med Frihedspartiet)
 For alternative betydninger, se Bondepartiet (flertydig). (Se også artikler, som begynder med Bondepartiet)
Bondepartiet var tidligere navnet på det norske parti Senterpartiet
Bondepartiet (F) var et dansk politisk parti mellem 1934 og 1945. Partiet opstod med baggrund i partiet Venstre og organisationen Landbrugernes Sammenslutning og hed til 1939 Det Frie Folkeparti. Det var 1935-45 repræsenteret i Folketinget.
Partiet opstod, da folketingsmedlem Valdemar Thomsen (1887-1977) og to andre folketingsmedlemmer for Venstre forlod Venstre 16. maj 1934. Under besættelsen indgik partiet et tæt samarbejde med DNSAP og var i 1940 med i planer om at få Christian 10. til at afsætte samarbejdsregeringen.
Partiet stillede ikke op til valg efter befrielsen, og dets tidligere folketingsmedlem Axel Hartel (1889-1978) blev i april 1948 dømt 14 års fængsel ved retsopgøret efter besættelsen. Han blev benådet den 11. marts 1950 på kongens fødselsdag. Også de tidligere folketingsmedlemmer Jens Thomsen (1880-1955), Valdemar Thomsen og Johannes Foget blev ved byretten dømt fængselsstraf, men blev frifundet ved landsretten.